# چستوه
چِستوِه (به مجاری:  Csesztve) یک شهرداری در مجارستان است که در نوگراد واقع شده‌است. چستوه ۱۶٫۲۵ کیلومتر مربع مساحت و ۳۳۵ نفر جمعیت دارد.